# Paestum
Paestum (în italiană Pesto) este un important sit arheologic helen din intravilanul comunei Capaccio, provincia Salerno, regiunea Campania, Italia de sud. 
Localitatea, întemeiată de greci sub numele de "Poseidonia" în jurul anului 600 î.e.n., este înscrisă pe lista patrimoniului cultural mondial UNESCO.

## Galerie de imagini

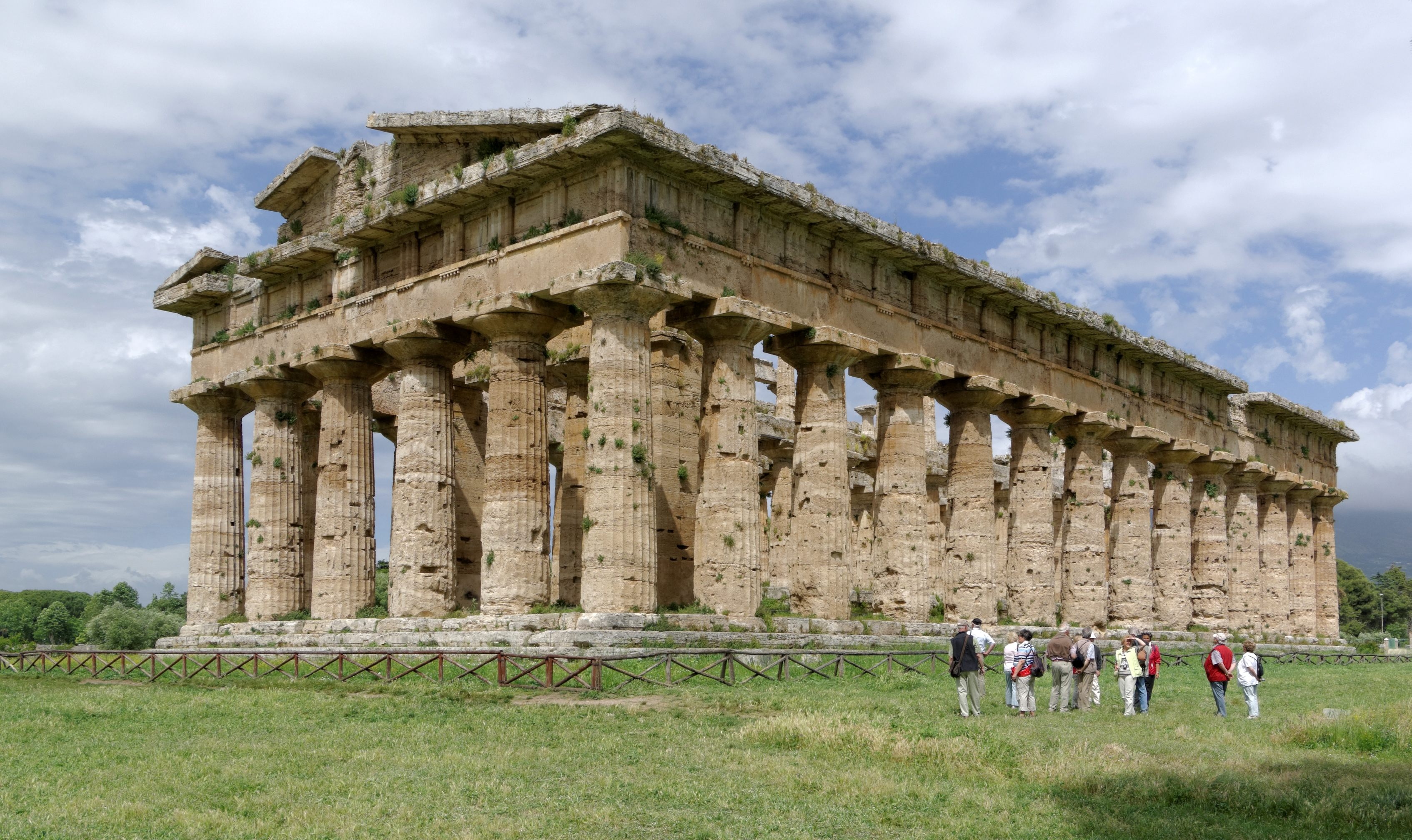
Templul lui Poseidon
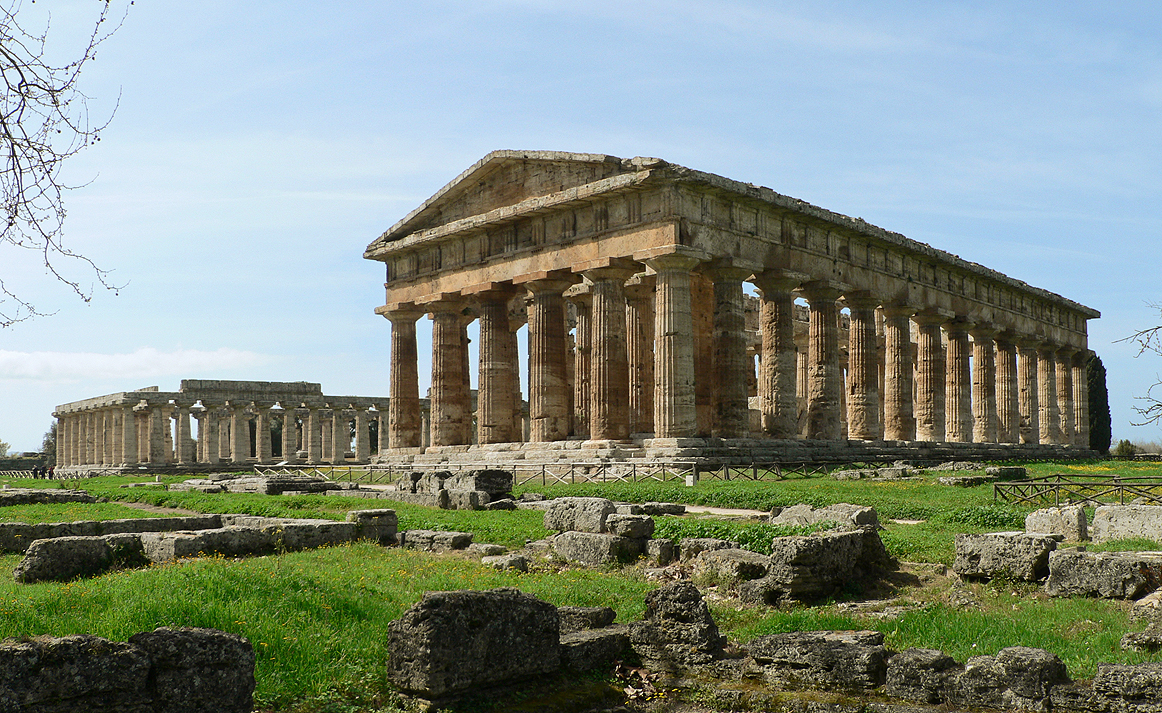
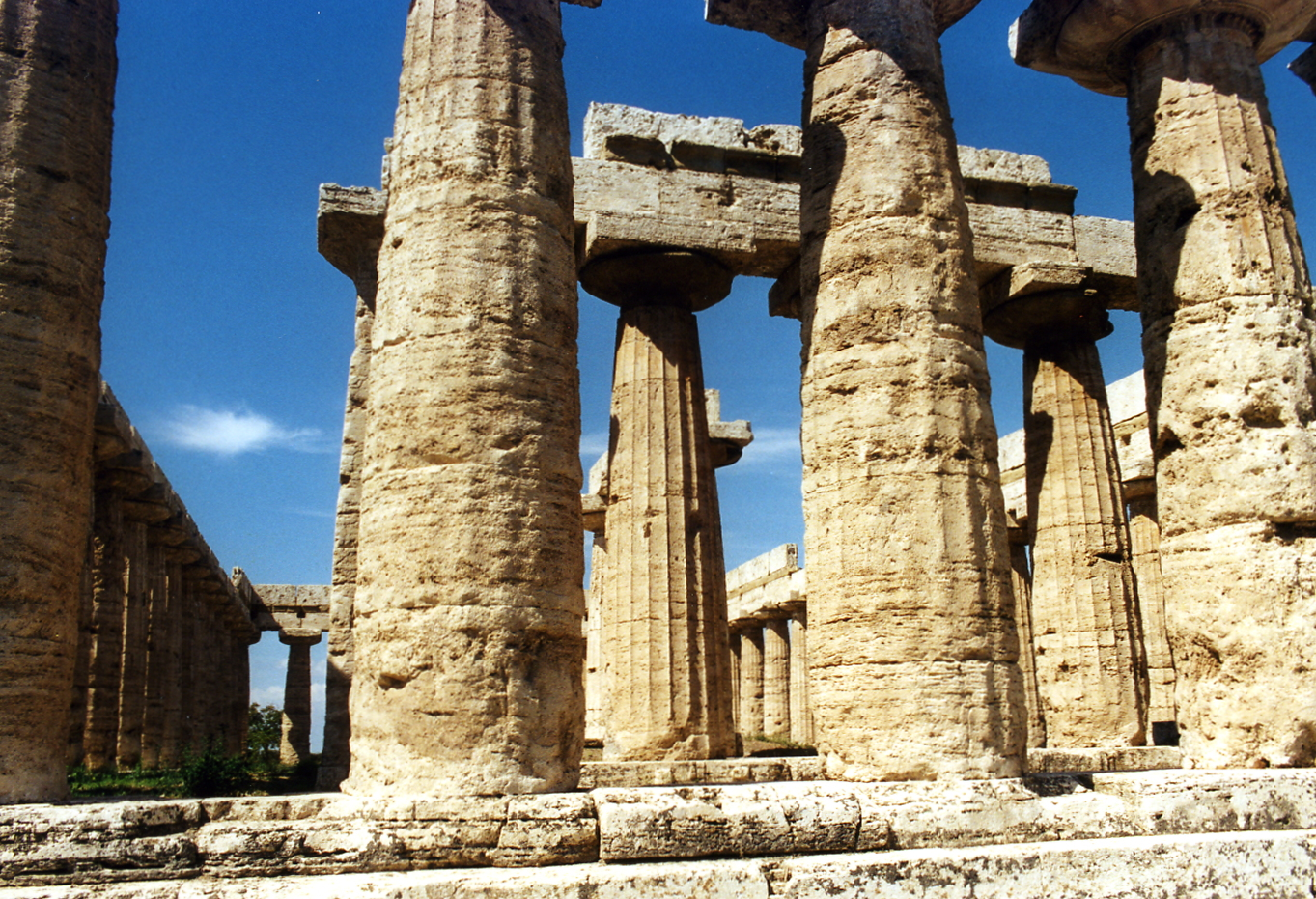
Templul zeiţei Hera
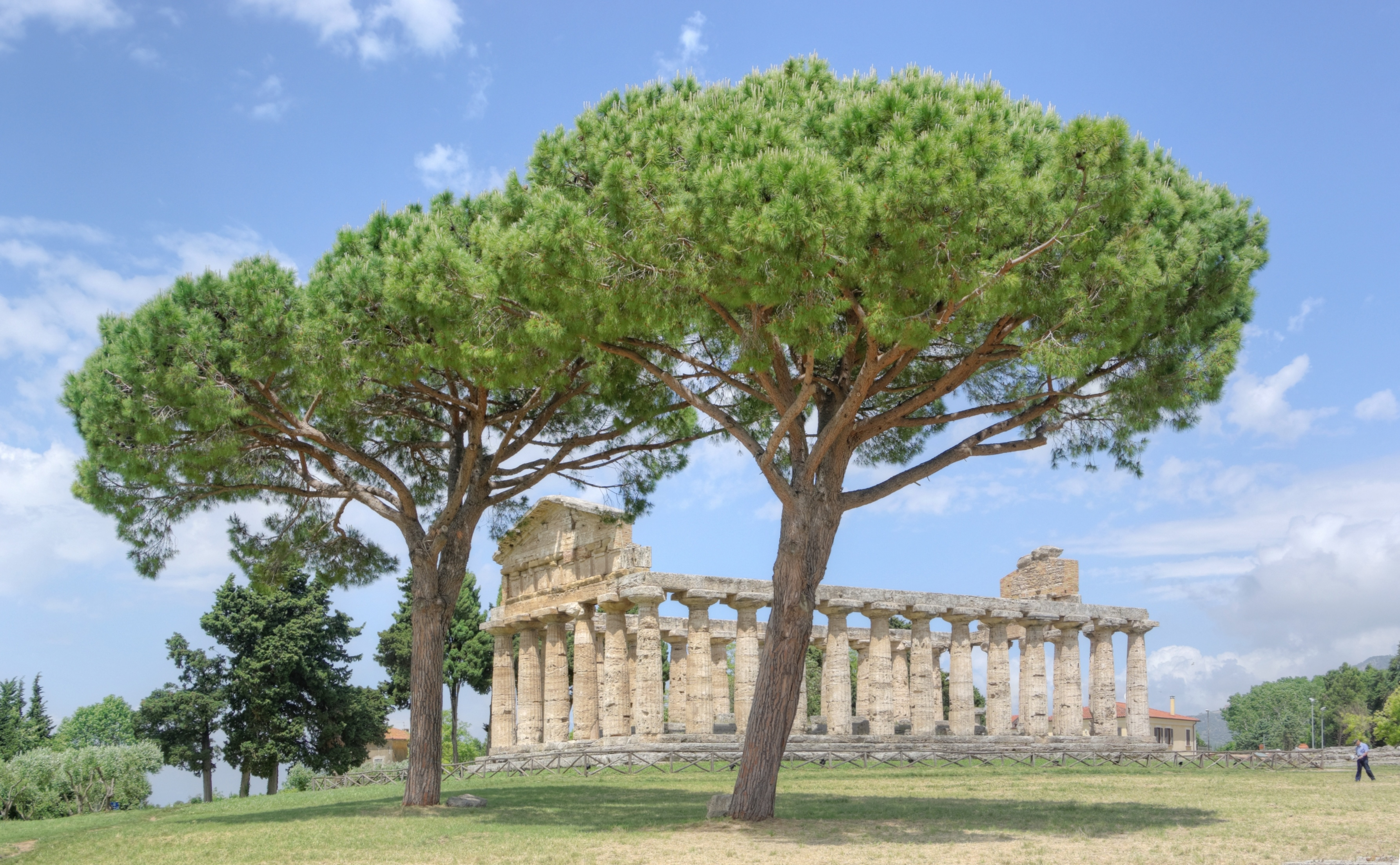
Templul zeiţei Athena (sau Templul zeiţei Ceres)